# 선두항 (강화군)
선두항(船頭港)은 인천광역시 강화군 길상면 선두리, 강화도 남동단과 동검도 북서측 사이에 있는 어항이다. 지방어항으로 지정, 관리되고 있다. 시설관리자는 강화군수이다.

## 어항구역
선두항의 어항구역은 다음과 같다.
- 아래의 ㉮ ㉯ ㉰ ㉱ 지점을 연결한 선내의 해역 (175,000m2)
  - ㉮ : 선두항 동측 제방이 끝나는 지점 (X:455,534.06, Y:155,607.22), (37˚35′53.91″N, 126˚29′50.30″E)
  - ㉯ : ㉮점에서 S2˚W방향으로 700m 이동한 지점 (X:454,834.60, Y:155,579.67), (37˚35′31.22″N, 126˚29′49.33″E)
  - ㉰ : ㉯점에서 N88˚W방향으로 250m 이동한 지점 (X:454,844.44, Y:155,329.86), (37˚35′31.50″N, 126˚29′39.15″E)
  - ㉱ : ㉰점에서 N2˚E방향으로 770m 이동한 지점 (X:455,613.19, Y:155,360.14), (37˚35′56.44″N, 126˚29′40.21″E)
- 어항관련 사업으로 조성된 육역(선착장, 호안 등)
  - 1043-8잡, 1043-9잡, 1043-10잡, 1043-12잡, 1043-19잡
  - 시유지 : 6,864m2

## 어항 시설
선착장과 물양장이 축조되어 있어 고조시에는 어선의 접안이 가능하다.

## 주요 어종
- 실뱀장어, 꽃게, 새우 등

## 교통 정보
84번 지방도와 연결되는 강화남부 순환도로를 따라 버스가 운행되고 있다.